# Брезнишки-Извор
Брезнишки-Извор (болг. Брезнишки извор) — село в Болгарии. Находится в Перникской области, входит в общину Брезник. Население составляет 59 человек.

## Политическая ситуация
Брезнишки Извор подчиняется непосредственно общине и не имеет своего кмета.
Кмет (мэр) общины Брезник — Васил Узунов
Население
- 1934 г. – 421 ч.
- 1946 г. – 385 ч.
- 1965 г. – 332 ч.
- 1985 г. – 153 ч.
- 1992 г. – 100 ч.
- 1996 г. – 101 ч.

## География
Он находится в горном районе, в самой низкой части котловины, а его высота составляет около 811 м. Входит в состав Брестской котловины. Климат умеренный, но под влиянием горного рельефа зимы холодные, а лето теплое. Он расположен на наносе и Скале, почвы черноземы и смоляники, а в насыпи – лесные корицы. В прошлом деревня и окрестности были дном большого озера. Поэтому сегодня рядом с деревней есть месторождения окаменелостей.Растительность в основном состоит из бука, ели, сосны, лиственных растений и кустарников. Название села происходит от нескольких источников, дебит которых составляет 6-8 л/с. Через село протекает река Изворщица, через которую проходят два моста. Она идет от ближайшего Кургана, от окрестностей, где находится каптаж. Через деревню в нее впадают еще две почти высохшие реки, после чего река впадает в водохранилище села, а затем в водохранилище Бегуновци.
Близлежащие деревни-Режанцы, Садовик, Конска и Ребро.
В прошлом основным занятием деревни было сельское хозяйство и животноводство. Наиболее распространенными культурами, выращиваемыми в этом районе, являются кукуруза, пшеница, подсолнечник и фруктовые деревья. Выращиваются коровы, лошади, овцы, фазаны и куры.
Рыбное богатство яз. Брезнишский источник: белый амур, карась, лин (каленик), солнечная рыба, сом, уклей, уклейка, карп и др.

## История
Рядом с деревней была найдена надпись на камне с двумя личными именами местных фракийцев. Предполагается, что там было военное или какое-то другое объединение к императорскому поместью. В земле источника находится источник, называемый местными Вискярами. Название связано с другой богатой водой пернишкой деревней-Вискяром, а также рекой Искыр. Название имеет фракийское происхождение и означает „место с родниковой водой“. Между родником и Режанци, в деревне Режанци было найдено монетное сокровище эпохи Александра Великого.
В 6 веке была построена римская крепость на Кургане на Античном поселении.
Недалеко от села расположена местность, которую местные жители называют „Калуджерец“, где в свое время болгары прятались от турок. В районе находится каптаж деревни.
Село существовало еще до освобождения Болгарии от османского владычества, Год создания не ясен. Самое раннее упоминание о деревне, вероятно, находится в налоговом реестре Османской империи с 1576 года. Местные жители рассказывали, что деревня была основана двумя семьями-Кузини и Янколови, которые поселились вокруг двух более крупных источников. „Кузини“ вероятно, происходит от старославянских слов „кузнец“ (кузнец) или „кузин“ (двоюродный брат).
В 50-х годах 19 века была построена церковь „Св. Троица“.
В 1878 году. деревня отмечена на нескольких картах как источник.
В 1929 году был каптирован источник, и на деньги жителей деревни был построен фонтан. Тогда источник был настолько мощным, что люди могли слышать шум воды, проходящей под землей. В это время в деревне была небольшая школа.
25.10.1960 г. государственным указом официальное название села стало Брезнишский извор. Причиной этого стало частое смешение с деревнями в терне и Радомире, носящими то же имя. Это привело к ошибкам при отправке писем и документов. Их отправляли в другие деревни.
В 1962 году. была построена ратуша и асфальтирована площадь. В это время рядом с селом была построена плотина.